# Клоп-черепашка шкідлива

Клоп-черепашка шкідлива (Eurygaster integriceps Put.) — вид клопів з родини клопів-черепашок (Scutelleridae), один з найважливіших комах-шкідників зернових культур. Поширений, головним чином, в Південній Україні, де є головною причиною невисокої якості зерна. Дає одне покоління на рік. Часом розмножується у масовій кількості.

## Зовнішній вигляд[1]
Тіло широкоовальне (9–13 х 6–7 мм), досить опукле. Забарвлення мінливе — від світло-коричневого до сірого й чорного. Зверху тіло прикрите великим, широким щитком так, що не видно ні крил, ані черевця.
Головні ознаки:
- наличник на вершині вільний, спереду не закритий вилицями;
- бокові краї передньоспинки помітно вигнуті;
- передньоспинка не менш як в півтора рази довша за голову;
- щиток посередині із тупим, місцями пунктированим повздовжнім підвищенням і з гладенькими горбиками біля основних кутів

Яйце кулькоподібне, має 1 мм у діаметрі, попервах зелене, але згодом темнішає. Личинка 1-ї вікової стадії майже чорна, із віком поступово світлішає, у старшому віці має помітні зачатки крил.

## Спосіб життя
Комаха зимує у листяній підстилці та у верхньому шарі ґрунту попід нею. Коли температура тут досягає 12–13°C (звичайно це кінець березня — квітень), клопи стають активними. Вдень вони з'являються на поверхні, лазять по рослинах, літають, харчуються соком злаків, часом паруються, а на ніч повертаються у підстилку. Коли встановлюється тепла погода (18–20° вдень), вони починають перелітати на посіви зернових. Зазвичай це збігається з розпусканням бруньок на тополі, клені й дубі. При цьому клопи долають до 20 км одноразово, а загалом можуть здійснити міграції на відстань до 100 км. Інколи їх зграї заносить на поверхню Азовського та Чорного морів. Тут комахи гинуть або виносяться хвилями на берег, тут обсихають і перелітають на поля.
Головна кормова культура шкідливої черепашки — озима і яра пшениця, харчуються вони також на інших культивованих (жито, овес, ячмінь, тритикале, житняк, бромус та дикорослих тонконіг, егілопс , пирій, вівсюг тощо) злаках. Дорослі клопи (імаго) годуються також на рослинах з інших родин — айстрових, шорстколистих, глухокропивових, навіть на молодих пагонах хвойних дерев.
Через 5–12 днів після заселення посівів самиці починають відкладати яйця. Це триває до кінця червня — початку липня, коли імаго відмирають. Яйця відкладаються у два ряди на листя, післяжнивні рештки і навіть на землю. Плодючість самки — 50–400 яєць (залежно від погоди).

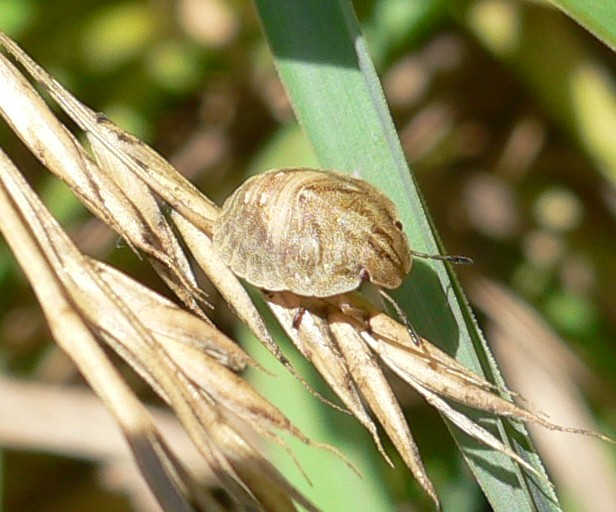
Личинка клопа шкідливої черепашки

Онтогенез комахи відбувається за схемою розвитку з неповним перетворенням. Через 6–20 днів після відкладання яєць, з них вилуплюються личинки. Вони спочатку тримаються купкою на оболонках яєць, нічого не їдять, потім розповзаються і линяють. Загалом вони линяють чотири рази, личинки 5-ї стадії линяють і стають повнокрилими імаго. Якщо на цей час жнива добігають кінця, клопи догодовуються у валках, опалих колосся або зерні-падалиці..
У вологу дощову осінь і зиму клопи уражаються паразитичними бактеріями та грибками, часом смертність їх сягає 50–80 %. Яйця комахи гинуть від паразитичних перетинчастокрилих: теленомусів, мікрофанурусів, дісолькусів та інших. Дорослі клопи та старші личинки стають жертвами паразитичних мух — фазій, алофор, водогін тощо. Серед природних ворогів шкідливої черепашки — хижі клопи, сонечка, мурашки, личинки золотоочок, павуки, птахи і навіть миші.

### Масові розмноження
Клоп шкідлива черепашка — єдиний у своїй родині вид, котрий здатен масово розмножуватись на посівах зернових. Це зумовлене декількома природними факторами, серед яких:
- здатність зберігати для зимівлі запаси поживних речовин не лише в вигляді жирового тіла, а й безпосередньо у кишечнику;
- висока пристосованість до умов оброблювальних полів;
- відсутність потреби змінити кормові рослини у личинок;
- висока поживність культивованих злаків порівняно з дикорослими;
- різкі зміни сонячної активності[3]

## Поширення
В Україні шкідлива черепашка поширена від Криму до Лісостепу. Північна межа її ареалу проходить приблизно по лінії Первомайськ Миколаївської області — Кропивницький — Кобеляки — Карлівка — Харків. Далі на південний схід ця лінія прямує до Росії та Казахстану: Саратов — Самара — Оренбург — Кизилорда — Алмати. В роки масових розмножень (див. нижче) клопи розселюються значно північніше цієї лінії. Загалом вони мешкають також в Албанії, Греції, Болгарії, Туреччині, Ізраїлі, Сирії, Саудівській Аравії, Іраку, Афганістані й Пакистані.

## Значення у природі та житті людини
Подібно до інших біологічних видів, шкідлива черепашка є невід'ємною ланкою природних екосистем, споживаючи рослинні тканини і стаючи здобиччю тварин — хижаків та паразитів. Однак у зернових господарствах жуки завдають значної шкоди, особливо, коли їх чисельність і щільність досягає значних величин. Фахівці стверджують, що від шкідливої черепашки зернові культури потерпають більше, ніж від хлібних жуків
Навесні личинки клопа проколюють хоботком нижче зачатку колоса стебла і поглинають сік. У місці проколу утворюється перетяжка, внаслідок чого стебла не утворюють колосу і поступово відмирають. Личинки старших вікових стадій і імаго харчуються виключно зерном. Зерно молочної стиглості стає зморшкуватим і потрапляє у відходи. На зерні наступних стадій стиглості на місці пошкоджень утворюються прим'ятини, ендосперм стає крихким. Це погіршує хлібопекарські якості борошна.
Заходи попередження пошкоджень і зниження шкодочинності клопа-черепашки включають:
1. Збирання врожаю у максимально стислі (7–8 днів) строки.
2. Позакореневе підживлення рослин сечовиною на стадії молочної стиглості.
2. Обмежене і своєчасне застосування інсектицидів.
Розгортаються дослідження з розробки інсектицидів нового покоління (гормонів, що порушують ріст та розвиток шкідника, використання паразитів яєць, хвороботворних бактерій та грибів, хижих паразитичних нематод, розробку сортів пшениці, стійких до ураження клопами тощо. У вивченні та розробці заходів проти шкідника важливими були праці ентомологів О. М. Кириченка, С. О. Мокржецького і М. А. Теленги.